# José Tito Hernández
Pour les articles homonymes, voir Hernández.
Hernández  Jaramillo est un nom espagnol. Le premier nom de famille, en général paternel, est Hernández ; le second, en général maternel, souvent omis, est Jaramillo.
José Tito Hernández Jaramillo, né le 8 mai 1994 à El Carmen de Viboral, est un coureur cycliste colombien. Il a notamment remporté les deux épreuves les plus importantes du calendrier national colombien, le Clásico RCN en 2020 et le Tour de Colombie en 2021.

## Palmarès sur route

### Par année
- 2012
  -  Champion de Colombie sur route juniors
  - Vuelta del Porvenir :
    - Classement général
    - 2e et 4e étapes
- 2015
  - 2e de la Coppa della Pace
- 2017
  - Clásica de El Carmen de Viboral :
    - Classement général
    - 1re étape
- 2018
  - Clásica Nacional Marco Fidel Suárez
  - 3e étape du Clásico RCN
  - 2e de la Clásica de Rionegro
- 2019
  - Clásica de Fusagasugá
  - 2e étape de la Clásica de Marinilla (contre-la-montre)
- 2020
  - Gran Premio de la Patagonia
  - 8e étape du Tour de Colombie
  - Clásico RCN :
    - Classement général
    - 1re étape (contre-la-montre par équipes)
- 2021
  - Tour de Colombie
  - 1re étape du Clásico RCN (contre-la-montre par équipes)

### Classements mondiaux
| Année                                 | 2015 | 2016 | 2017 | 2018 | 2019  | 2020 | 2021 |
| ------------------------------------- | ---- | ---- | ---- | ---- | ----- | ---- | ---- |
| Classement mondial                    |      | nc   | nc   | nc   | 2529e | 764e | 807e |
| UCI Europe Tour                       | 468e | nc   | nc   | nc   |       |      |      |
| UCI America Tour                      | nc   | nc   | nc   | nc   | 407e  | 56e  | 98e  |
|                                       |      |      |      |      |       |      |      |
| Légende : nc = non classéSource : UCI |      |      |      |      |       |      |      |

## Palmarès en VTT

### Championnats panaméricains
- 2012
  -  Champion panaméricain de cross-country juniors

### Championnats nationaux
- 2011
  - 3e du championnat de Colombie de cross-country juniors
- 2012
  -  Champion de Colombie de cross-country juniors